# Almerhorn
L'Almerhorn est une montagne qui s’élève à 2 985 m d’altitude dans les Hohe Tauern, en Autriche.